# عبد الله الجود
عبد الله الجود ولد في 7 يوليو 1975 في القطيف، هو عداء مسافات طويلة سعودي. في الألعاب الأولمبية الصيفية 2012 تنافس في مسابقة 5000 متر ولم يتمكن من التأهل للنهائي. ولكنه حقق المرتبة 48 في بطولة العالم لنصف الماراثون في عام 2014 حيث أنهى السباق في زمن 1:02.58 . وكان أول رياضي سعودي ينافس في بطولة العالم لنصف الماراثون.

## روابط خارجية
- عبد الله الجود على موقع الاتحاد الدولي لألعاب القوى (الإنجليزية)
- عبد الله الجود على موقع اللجنة الأولمبية الدولية (الإنجليزية)
- عبد الله الجود على موقع أوليمبيديا (الإنجليزية)